# Iberoiulus sarensis
Iberoiulus sarensis är en mångfotingart som beskrevs av Jean-Paul Mauriès 1970. Iberoiulus sarensis ingår i släktet Iberoiulus och familjen pärlbandsfotingar. Inga underarter finns listade i Catalogue of Life.